# Фута-Джаллон

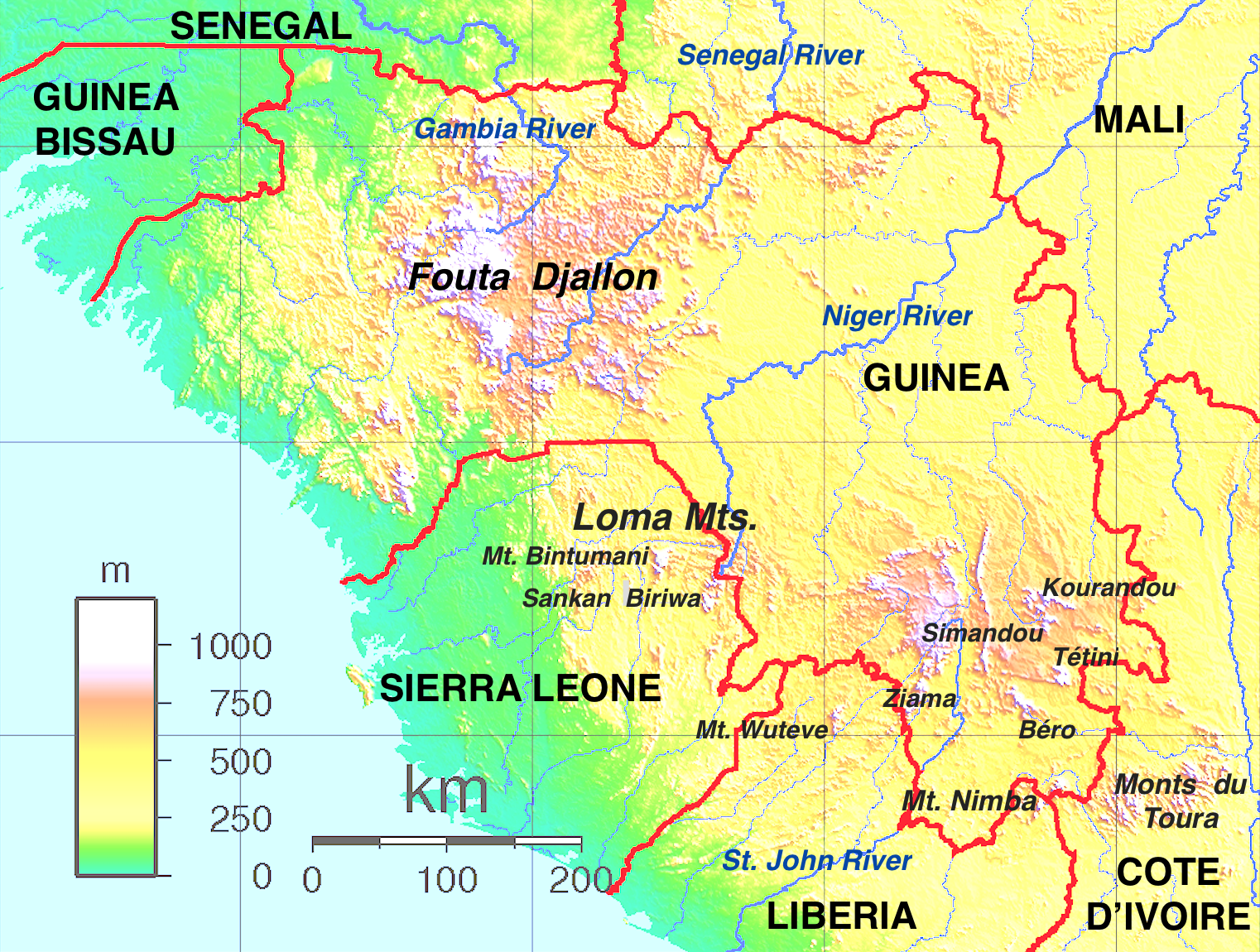
Карта Гвинейского нагорья

Фу́та-Джалло́н (фр. Fouta-Djallon, фула Fuuta Jaloo) — горный регион в Гвинее, часть Леоно-Либерийской возвышенности.

## Этимология
Название Fouta Djallon в переводе означает пологая долина. Происходит из местных языков «fouta» — равнина и «djallon» — пологая местность.

## География
Фута-Джаллон (другое название — Средняя Гвинея) — одна из географических областей, из которых состоит Гвинея. Расположена в центральной части страны, один из районов Верхне-Гвинейской возвышенности. Крупнейшую часть Фута-Джаллон занимает провинция Лабе. Возвышаясь на высоты до 1538 м, гора Тамге (по другим данным 1573 метра). Плато Фута-Джаллон является истоком трёх больших рек Западной Африки — Нигера, Сенегала и Гамбии. Ландшафт этой области, в связи с труднодоступностью и отсутствием дорог, сохранил свой первозданный вид и представляет собой плоскогорье, покрытое тропическим лесом. Климат — преимущественно засушливый.

## Население
Фута-Джаллон заселён в основном представителями народа фульбе. В отличие от большинства других фульбе, жители этого горного региона оседлы. Местный язык горных фульбе является одним из национальных языков Гвинеи. Население Фута-Джаллон выращивает зерновые культуры, овощи. Развито скотоводство.
Около 1700 года горные фульбе создали государство Фута-Джаллон, просуществовавшее вплоть до 1934 года. При этом с конца XIX века большая его часть стала колонией Франции — сначала Ривьер-дю-Сюд, затем Французской Гвинеи.

## Галерея

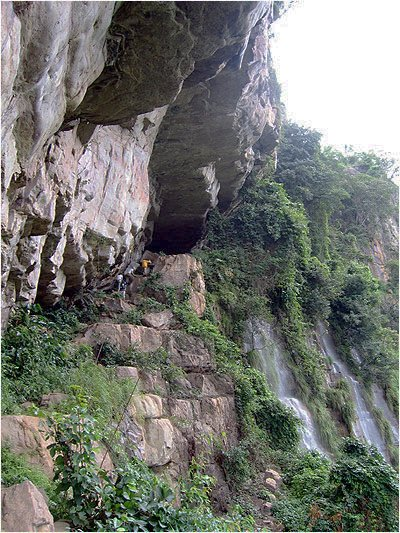
Каньон с водопадами
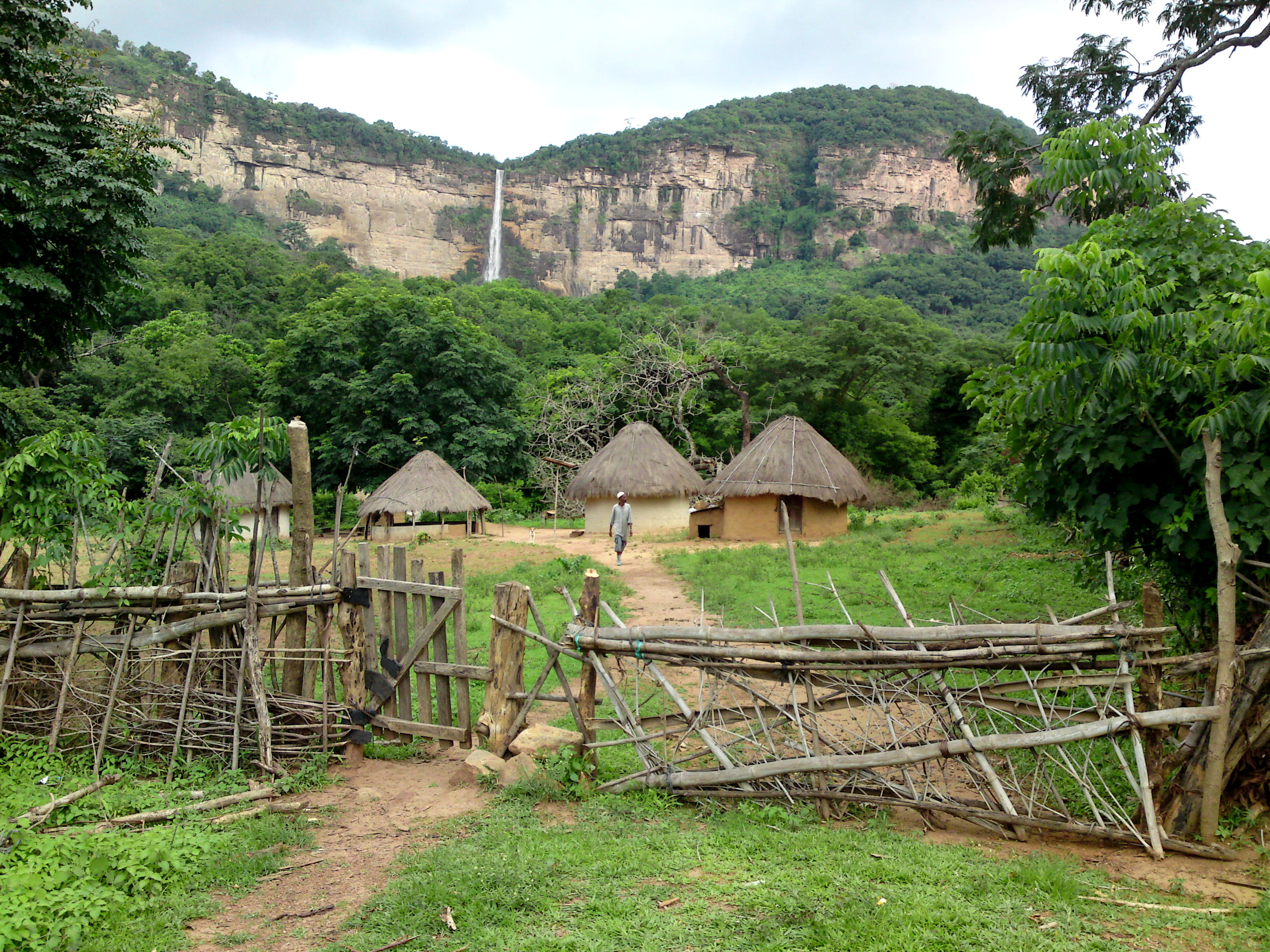
Одно из типичных сельских поселений
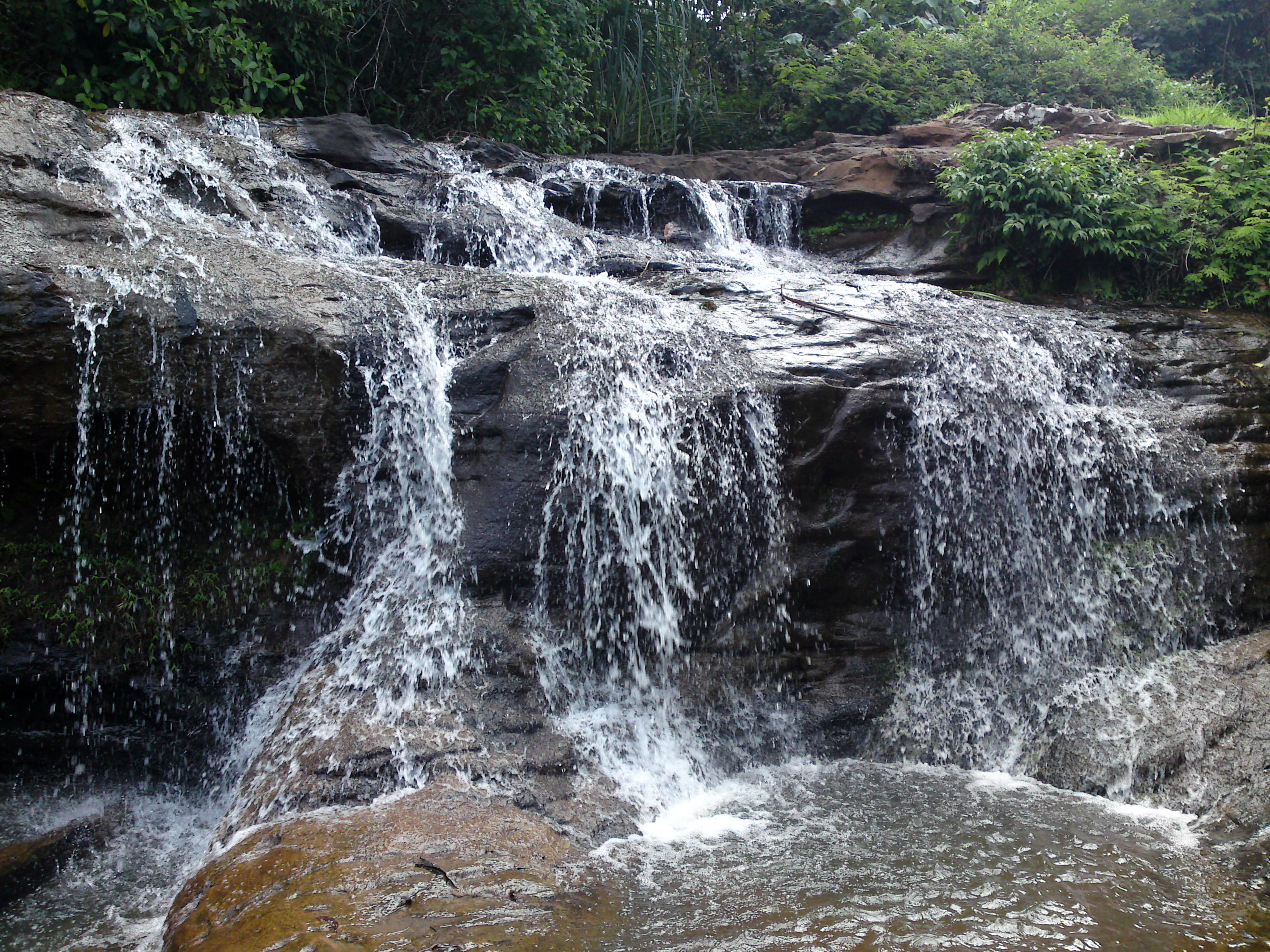
Водопад